# Eosinophilurie
L'éosinophilurie est la présence anormale d'éosinophiles dans les urines.
Elle peut être mesurée en détectant les niveaux de protéine cationique éosinophile.

## Conditions associées
Elle peut être associée à une grande variété de conditions, notamment :
- infection urinaire [citation nécessaire]
- troubles rénaux tels que néphrite interstitielle aiguë[2]
- Granulomatose à éosinophiles avec polyangéite[3]
- Insuffisance rénale aiguë athéro-embolique

L’éosinophilurie (> 5 % des leucocytes urinaires) est une constatation fréquente (environ 90%) de la néphrite allergique induite par un antibiotique. Toutefois, les lymphocytes prédominent dans la néphrite interstitielle allergique induite par les AINS. L'éosinophilurie est une caractéristique de l'insuffisance rénale aiguë athéroembolique.[citation nécessaire]
L'éosinophilurie est rare chez les patients atteints de périartérite noueuse, qui est une polyangite microscopique.[citation nécessaire]